# Куниц, Август Эдуард
Август Эдуард Куниц (нем. August Eduard Kunitz; 1812 — 1886) — немецкий богослов.
Был профессором Страсбургского университета. Вместе с Эдуардом Ройссом издал «Beiträge zu den theologischen Wissenschaften» (Йена, 1847—1855) и полное собрание сочинений Кальвина.

## Жизнеописание
В 1837 году приват-доцент в протестантской семинарии в Страсбурге, где он также проходил обучение. В 1840 году стал доктором богословия на факультете Страсбургского университета. Стал доцентом в 1857 году и в 1864 году получил кафедру Нового Завета в семинарии. Затем преподавал в Университете кайзера Вильгельма до получения статуса эмерита в 1885 году. С 1881 по 1886 год состоял при Консистории протестантской в церкви Аугсбургской конфессии Эльзаса и Лотарингии.

## Работа
Являлся близким соратником Эдуарда Ройсса, который был его учителем в старшей школе. Вместе с Эдуардом Ройссом и Иоганном Вильгельмом Баумом он был ответственным за первое полное издание работ Жана Кальвина, опубликованных в Corpus Reformatorum. Другие его публикации были в основном посвящены темам истории церкви.